# Aclastus nigritus
Aclastus nigritus là một loài tò vò trong họ Ichneumonidae.